# 瑞旺库尔
瑞旺库尔（法語：Juvancourt，法語發音：[ʒyvɑ̃kuʁ]）是法国奥布省的一个市镇，属于奥布河畔巴尔区。

## 地理
瑞旺库尔（48°6'53"N, 4°47'56"E）面积8.29 平方千米，位于法国大東部大區奥布省，该省份为法国中北部省份，北起马恩省，西接塞纳-马恩省，西南至约讷省，东南至科多尔省，东临上马恩省。
与瑞旺库尔接壤的市镇（或旧市镇、城区）包括：欧容河畔隆尚、维尔苏拉费泰、阿祖瓦地区西尔丰泰内、奥布河畔拉费泰、马朗维尔。

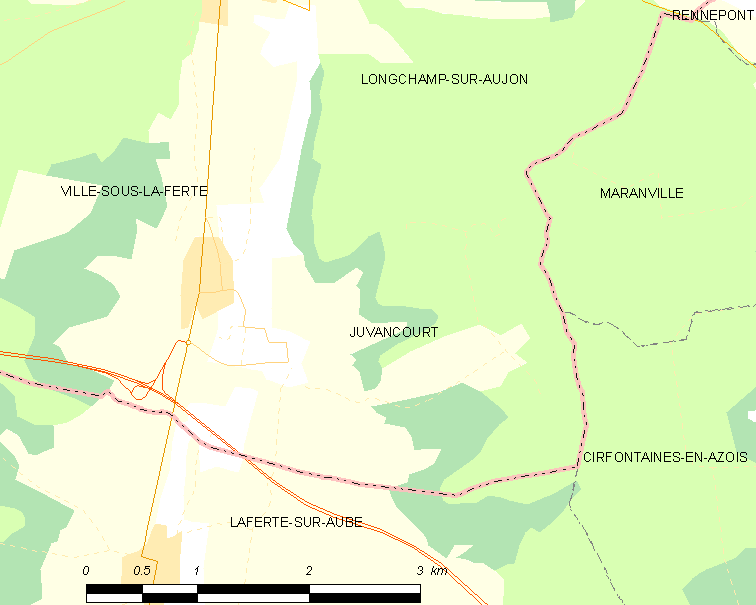
瑞旺库尔的OSM定位图

瑞旺库尔的时区为UTC+01:00、UTC+02:00（夏令时）。

## 行政
瑞旺库尔的邮政编码为10310，INSEE市镇编码为10182。

## 政治
瑞旺库尔所属的省级选区为奥布河畔巴尔县。

## 人口

1962-2008年间瑞旺库尔人口变化图示

瑞旺库尔于2022年1月1日时的人口数量为108人。